# Erling Erlandsson
Erling Arvid Erlandsson (* 13. November 1929 in Eda; † 10. November 2011 in Örebro) war ein schwedischer Skispringer.

## Werdegang
Bei den Schwedischen Meisterschaften 1954 gewann Erlandsson, der für den Arvika IS startete, die Goldmedaille im Einzelspringen. Wenig später bei der Nordischen Skiweltmeisterschaft 1954 im schwedischen Falun erreichte Erlandsson nach Sprüngen auf 72 und 76 Metern den elften Platz.